# Jamato Nadešiko

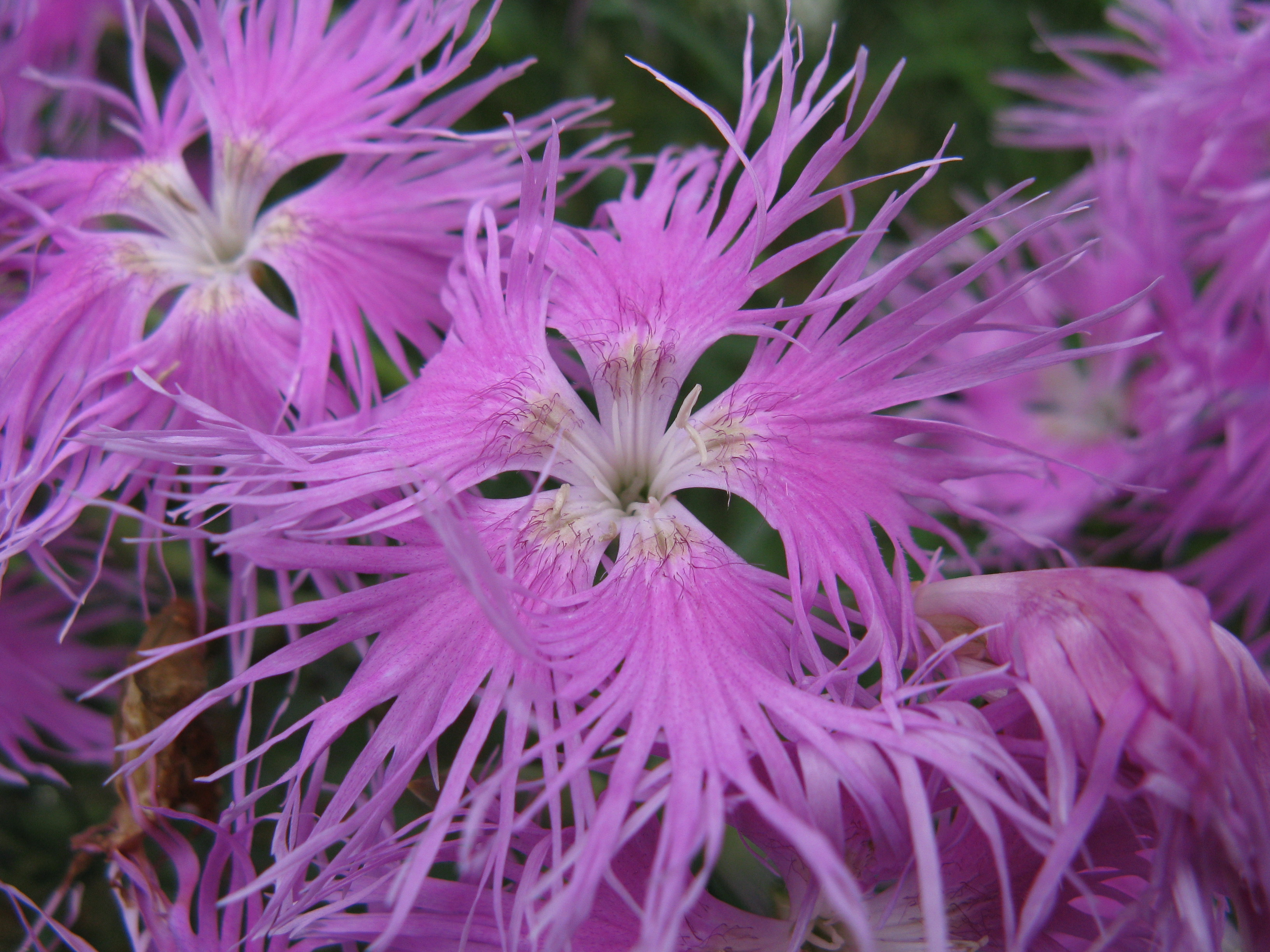
Dianthus superbus
ssp. longicalycinus (Maxim.) F.N. Williams (1893)

Jamato Nadešiko (japonsky: やまとなでしこ nebo 大和撫子) je personifikace tradičního japonského ženského ideálu  a ztělesnění čisté ženské krásy. Jde o květinovou metaforu kombinující slovo Jamato, starý výraz pro Japonsko, a nadešiko, označení pro longicalycinus, v Japonsku běžný poddruh hvozdíku pyšného, jehož kandži se dá číst i jako „mazlivé dítě“ nebo „ječmen s dlouhými řasami“.
Taková žena je charakteristická cudností a oddaností manželi, kterého vždy respektuje, poslouchá a nikdy mu nevzdoruje. Pokud si myslí že se mýlí, najde moudře nepřímou cestu, jak od něj odvrátit chybné jednání, aniž by ho ponižovala tím, že by ho na ně přímo upozorňovala. Je jemná, něžná a křehká jako květina, ale v rodině zvládne vést domácnost, vychovávat děti, snášet jakoukoli chudobu nebo bolest a zemřít pro svou vlast nebo svoji manželskou bezúhonnost v krajním případě i se zbraní v ruce (např. i pro ženy určenou zbraní podobnou halapartně – naginata, improvizovaným bambusovým kopím – takejari či dýkou tantó). Tyto vlastnosti jsou zároveň nostalgicky vnímány jako stále vzácnější.

## Odvozená použití
Jamato Nadešiko je jméno používané v japonské literatuře pro dívčí či ženské postavy v souvislosti se zmiňovaným ideálem.
Nadeshiko Japan je také známé pojmenování úspěšné japonského národního ženského fotbalového týmu.